# 733
| Calendário gregoriano                                                        | 733 DCCXXXIII                   |
| Ab urbe condita                                                              | 1486                            |
| Calendário arménio                                                           | 182 – 183                       |
| Calendário bahá'í                                                            | -1111 – -1110                   |
| Calendário budista                                                           | 1277                            |
| Calendário chinês                                                            | 3429 – 3430                     |
| Calendário copta                                                             | 449 – 450                       |
| Calendário etíope                                                            | 725 – 726                       |
| Calendários hindus - Vikram Samvat - Calendário nacional indiano - Cáli Iuga | 788 – 789 654 – 655 3833 – 3834 |
| Calendário Holoceno                                                          | 10733                           |
| Calendário islâmico                                                          | 114 – 116                       |
| Calendário judaico                                                           | 4493 – 4494                     |
| Calendário persa                                                             | 111 – 112                       |
| Calendário rúnico                                                            | 983                             |
| Calendário solar tailandês                                                   | 1276                            |

## Nascimentos
- Junnin, 47º imperador do Japão.
- Ki no Kosami, nobre e burocrata japonês.